# 4907-es mellékút (Magyarország)
A 4907-es mellékút egy rövid, nem sokkal több, mint 3,5 kilométeres hosszúságú, négy számjegyű mellékút Hajdú-Bihar vármegye területén; tulajdonképpen Nyírábrány egyik belső útja: a térséget átszelő főutat köti össze a település központjával.

## Nyomvonala
Nyírábrány belterületének délnyugati szélén ágazik ki a 48-as főútból, annak a 26+450-es kilométerszelvényénél, északkelet felé. Első métereitől Budaábrány településrész délnyugati széle mellett húzódik, majd mindkét oldalról annak házai között húzódik, keletnek fordulva, és e szakaszon a Szabadság utca nevet viselve. A településrész központját elhagyva északabbi irányba fordul, majd még több kisebb-nagyobb irányváltása is következik. Utolsó, nagyjából egy kilométernyi szakasza Nyírábrány központi településrészén húzódik, ott ismét északkelet felé haladva, Budaábrányi utca néven. Úgy is ér véget, beletorkollva a 4904-es út 19+900-as kilométerszelvénye közelében, a község központjában.
Teljes hossza, az országos közutak térképes nyilvántartását szolgáló kira.kozut.hu adatbázisa szerint 3,570 kilométer.

## Története
A Kartográfiai Vállalat 1990-ben megjelentetett Magyarország autóatlasza a teljes szakaszát kiépített, portalanított útként jelöli.